# Liste der Einträge im National Register of Historic Places im Morris County (Texas)
Die Liste der Registered Historic Places im Morris County führt alle Bauwerke und historischen Stätten im texanischen Morris County auf, die in das National Register of Historic Places aufgenommen wurden.

## Aktuelle Einträge
| Lfd. Nr. | Name im NRHP                 | Bild | Datum der Eintragung | Adresse/Lage  | Ort          | NRHP-ID  | Beschreibung |
| -------- | ---------------------------- | ---- | -------------------- | ------------- | ------------ | -------- | ------------ |
| 1        | Old Morris County Courthouse |      | 11. Dez. 1979        | 101 Linda Dr. | Daingerfield | 79002997 |              |